# Lago Peñuelas (Nationales Reservat)

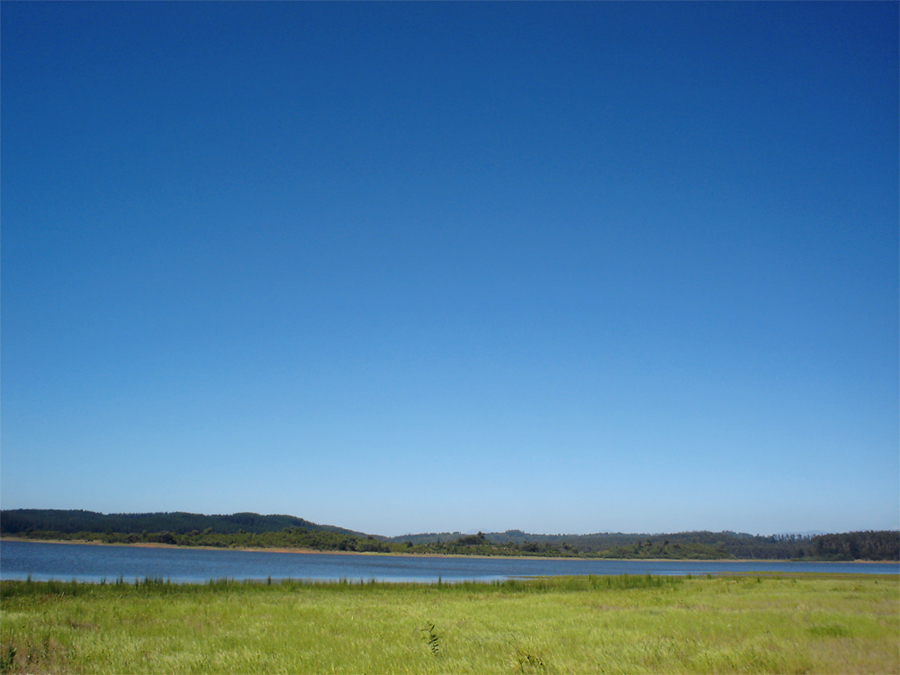
Lago Peñuelas

Das nationale Reservat Lago Peñuelas liegt in Chile in der Región de Valparaíso. Es bildet zusammen mit dem Nationalpark La Campana das Biosphärenreservat La Campana-Peñuelas der UNESCO.

## Geographie
Der Nationalpark liegt rund 30 km östlich von Valparaíso und Viña del Mar und hat eine Fläche von 92 km².

## Geschichte
Zwischen 1895 und 1900 wurde der große Stausee Lago Peñuelas angelegt. Er diente zur Wasserversorgung der höhergelegenen Stadtteile von Valparaíso und Viña del Mar. Er liegt 337 bis 613 m über NN.
Das nationale Reservat Lago Peñuelas wurde 1952 eingerichtet und untersteht der chilenischen Forstbehörde CONAF. Die UNESCO erklärte das nationale Reservat 1984 zum Biosphärenreservat.

## Flora und Fauna
Den See umgibt eine sanfte Hügellandschaft mit Wäldern aus:
- Quillai-Bäumen (Quillaja saponaria, auch Seifenrindenbaum)
- Litri-Bäumen (Lithraea caustica)
- Peruanischer Pfefferbaum (Schinus molle)
- Boldo-Sträucher (Peumus boldus)

In den Wäldern leben Füchse, Biber (Coupu), Chinchillas und weitere Nagerarten. Am Stausee leben sehr viele Wasservögel, wie Enten und Schwäne. Der Stausee ist sehr fischreich.
Der Lago Peñuelas ist bei Touristen sehr beliebt; er lädt zum Wandern, Vögel beobachten, Angeln und Picknick ein.